# The Road (Saba)
The Road is de belangrijkste weg op het eiland Saba. Hij verbindt de haven Fort Bay met het Juancho E. Yrausquin Airport en passeert de vier dorpen van Saba. De weg was een particulier initiatief van Josephus Hassell. De constructie begon in 1938 en de weg was in 1958 volledig klaar. De bijnaam van de weg is The Road That Couldn't Be Built (De weg die niet kon worden aangelegd). De weg bereikt een maximale hoogte van 550 m, en heeft een maximale helling van 20%.

## Geschiedenis
Er was geen weg op Saba, en alle vervoer vond plaats via trappen. Nederlandse en Zwitserse ingenieurs hadden het eiland onderzocht, en geconcludeerd dat de aanleg van een weg te moeilijk was. Josephus Hassell, een autodidact, was het niet met conclusie eens en begon in 1938 zonder gebruik van machines met de aanleg van een betonnen weg. Het eerste gedeelte van de weg was naar een ontwerp van het verkeersministerie van Curaçao dat vanwege de hoge kosten nooit was uitgevoerd. In 1943 was het gedeelte van de haven naar The Bottom gereed. De weg was 1.150 meter lang en 4 meter breed. In 1947 arriveerde de eerste jeep in Saba, en in 1958 was de weg klaar. In 1980 werd de weg verlengd naar Well's Bay.

## Overzicht
The Road is een smalle weg met scherpe haarspeldbochten, krappe bochten, en steile hellingen. Op sommige gedeeltes kunnen twee auto's elkaar niet passeren. De snelheidslimiet buiten de bebouwde kom is 60 km/u, en 30 km/u binnen de bebouwde kom.

## Galerij

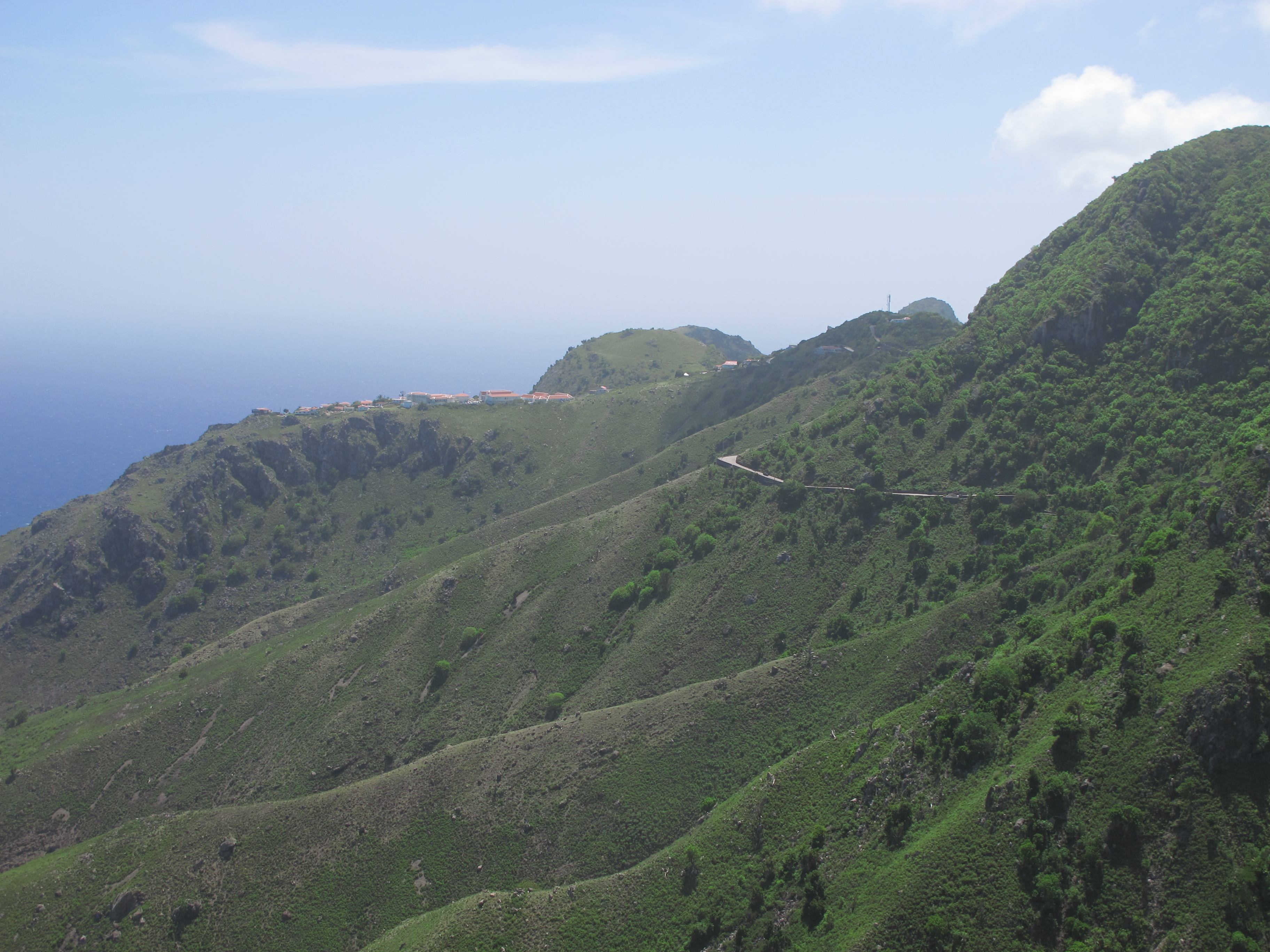
The Road door de bergen
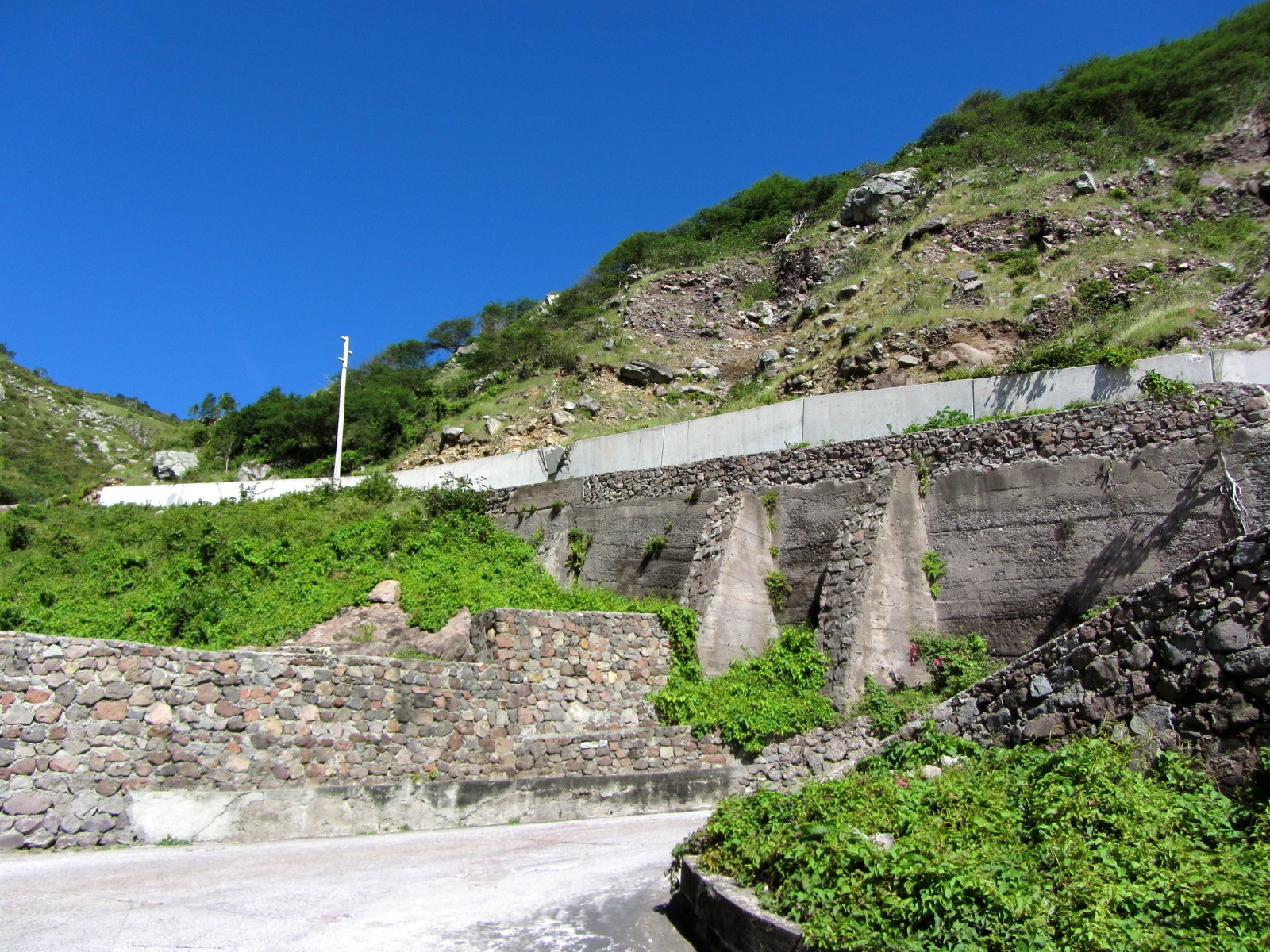
Haarspeldbocht van onderen gezien
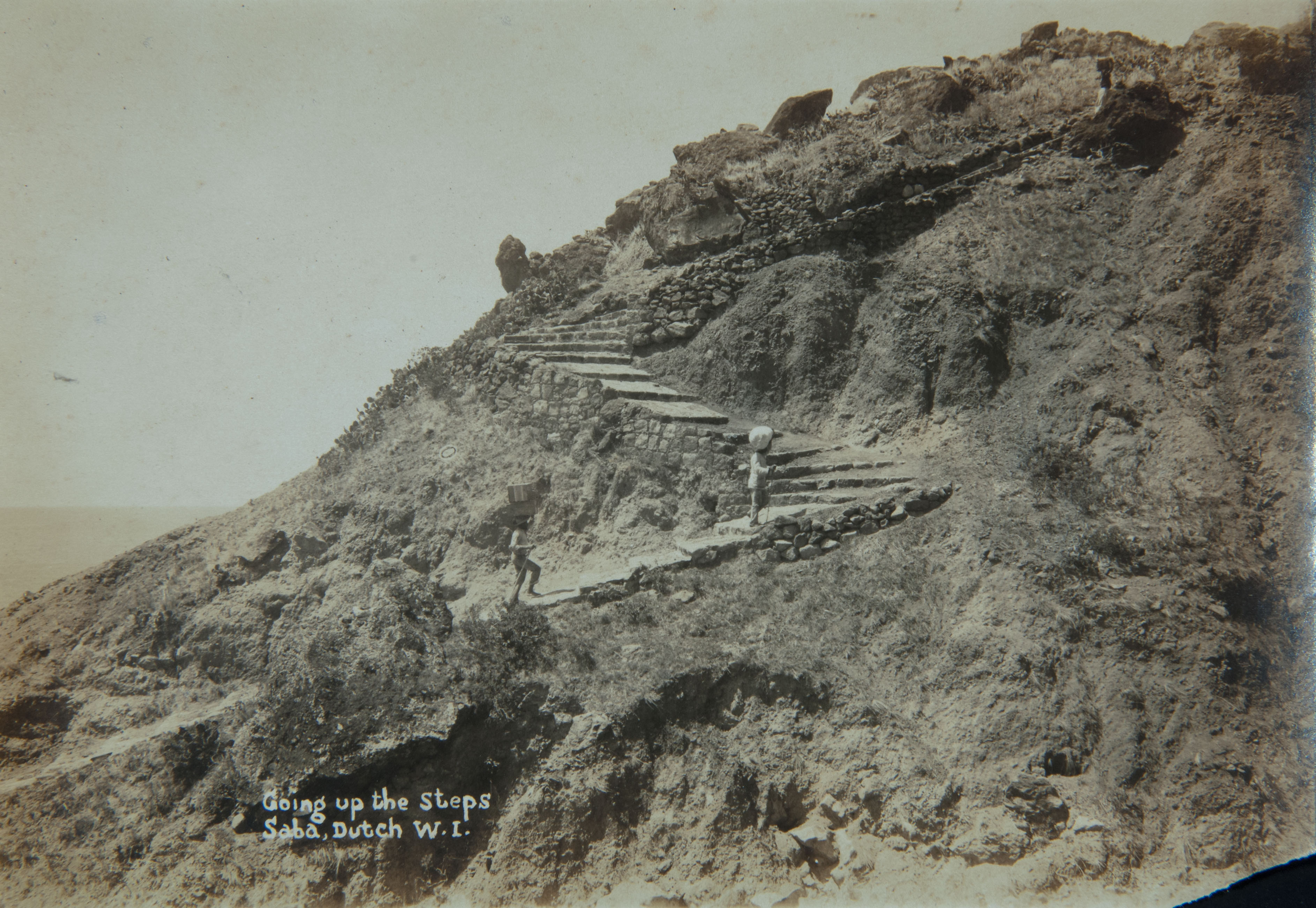
De oude trap naar boven